# Franz Karl Movers
Franz Karl Movers  (født 17. juli 1806 i Coesfeld i Westfalen, død 28. september 1856 i Breslau) var en tysk orientalist. 
Movers, der studerede romerskkatolsk teologi og østerlandske sprog, særlig hebraisk og fønikisk, i Münster, var 1833—39 katolsk præst i Berkum ved Bonn. Han gav sig her meget af med bibelkritiske undersøgelser og udgav blandt andet: Kritische Untersuchungen über die Alttestamentliche Chronik (1834) med mere. I 1839 blev han professor ved det katolske fakultet i Breslau i gammeltestamentlig teologi. Genstand for hans hovedstudium var fønikernes historie og oldtids forhold, og han har hertil samlet meget materiale, som lettet andre granskere arbejdet. I 1840 udgav Movers Die Religion der Phönicier, der udgør 1. del af hans Phönicier, af hvis historie de følgende 2 bind gav en fremstilling (1849—50); det sidste hæfte (1856) af det ikke 
afsluttede værk behandler fønikernes handel og skibsfart. Movers har også udgivet en samling af fønikiske indskrifter og lignende: Phönicische Texte erklärt (1845—47).